# Por mis pistolas
Por mis pistolas és una pel·lícula de comèdia i wéstern mexicana de 1968 dirigida per Miguel M. Delgado i protagonitzada per Cantinflas i Isela Vega, la carrera de la qual va enlairar a partir d'aquesta pel·lícula. Es una sátira a los spaghetti western de moda a finales de la década de 1960. En aquesta pel·lícula segons Mario Moreno, s'usa spanglish, igual que en l'anterior pel·lícula Su Excelencia (1966). Està doblada al català.

## Argument
Fidencio Barrenillo (Cantinflas) és un apotecari de poble en la davantera nord de Mèxic que descobreix uns vells títols de propietat d'una mina en Arizona, La Veladora, i decideix anar a reclamar-la. En el trajecte és capturat per una tribu d'apatxes i està a punt de ser cremat viu, però és vist per una dels membres de la tribu, Winona (Gloria Coral) i gràcies a que el Gran Cap Cavall Recolzat (Manuel Vergara) té mal de queixal i s'assabenta que el presoner el pot sanar, ordena el seu alliberament amb la condició que el curi. Fidencio li treu el queixal i obté l'amistat eterna de Winona i el cap apatxe. Aquí és nomenat com el «Gran Bruixot Mà de Sant».
Després d'acomiadar-se dels apatxes, Fidencio contínua el seu camí rumb al ranxo dels seus parents, els Sánchez. Al poble s'allotja a l'hotel de Pat O'Connor (Jorge Rado), que té controlat al poble mitjançant el terror que sembren una gavilla de pistolers que té a les seves ordres. Gràcies a que la seva habitació es troba al costat del de la núvia de Pat, Fidencio s'assabenta dels plans d'aquest per a atacar el ranxo dels seus parents, i juntament amb el xèrif del poble, Jim (John Kelly) es dirigeix a avisar-los i de passada a conèixer-los.
Fidencio coneix als Sánchez; l'oncle de Fidencio, Don Serapio (Manuel Alvarado), i els fills d'aquest i cosins de Fidencio, Pedro (Gregorio Casal), Pablo (Alfonso Mejía) i Lupita (Isela Vega), els qui li donen la benvinguda i planegen la defensa del ranxo amb les armes, però Fidencio els convenç deixar tot a les seves mans, i per mitjà d'una poderosa purga aplicada convenientment a la banda de malfactors aconsegueix evitar l'assalt. En pocs dies mana a la presó a Frank (Carlos Cardán) el feroç primer gallet de Pat.
O'Connor decideix cobrar-se l'afront quan la seva núvia li diu que ha sentit que Fidencio i els Sánchez van a la recerca de la Veladora i decideix emboscar-los aquí mateix. Quan Fidencio, el seu oncle Serapio i els seus cosins Pablo i Pedro arriben a la mina, apareixen Pat i la seva banda per a usurpar-los la mina, però llavors Fidencio i la seva cosina Lupita manen senyals de fum demanant ajuda als apatxes. El Gran Cap Cavall Recolzat i els seus apatxes fan la seva aparició i derroten als dolents. La pel·lícula acaba amb Fidencio, els Sánchez i la resta del poble feliços realitzant una festa.

## Repartiment
- Cantinflas com Fidencio Barrenillo.
- Isela Vega com Lupita Sánchez.
- Gloria Coral com Winona, filla del Gran Cap Caballo Recostado.
- Quintín Bulnes com Tommy Bernard.
- Rhea Frichina com Katie (com Rhea).
- Carlos Cardán com Frank.
- Ivan J. Rado com Pat O'Connor (com Jorge Rado).
- Alfonso Mejía com Pablo Sánchez.
- Manuel Alvarado com Don Serapio Sánchez.
- John Kelly com Sheriff Jim.
- Eduardo Alcaraz com Don Chuchito.
- Pedro Galván
- Agustín Isunza com Don Pánfilo.
- Carlos Pouliot com Agent fronterer.
- Manuel Vergara com Gran Jefe Caballo Recostado (com Manver).
- Angelita Castagni
- Arturo Castro
- José Torvay
- Gregorio Casal com Pedro Sánchez).
- Ricardo Carrión com Willy.
- Héctor Carrión com Jimmy.
- Farnesio de Bernal com Cantiner
- Ramón Menéndez com Johnny.
- Alberto Catalá com Pianista.
- Ramiro Orci com Villano.
- Arturo Silva
- José Loza
- Salvador Lozano
- Juan Garza com pistoler